# Metcalfiella tucumanensis
Metcalfiella tucumanensis är en insektsart som beskrevs av Mckamey. Metcalfiella tucumanensis ingår i släktet Metcalfiella och familjen hornstritar. Inga underarter finns listade i Catalogue of Life.